# 413 f.Kr.

## Händelser

### Efter plats

#### Grekland
- Efter att året innan ha lidit nederlag, där den atenske befälhavaren Lamachos har stupat, föreslår Demosthenes att den atenska expeditionsstyrkan genast skall ge upp belägringen av Syrakusa och återvända till Aten, där de behövs för att försvara Attika mot en spartansk invasion. Nikias vägrar, men de syrakusiska och spartanska trupperna, under Hermokrates befäl, lyckas fånga atenarna i hamnen och de lider svåra förluster under slaget vid Syrakusa. Demosthenes överfalls av syrakusiska trupper och tvingas kapitulera. Nikias infångas snart också, varvid båda blir avrättade och de flesta överlevande atenska soldaterna skickas att arbeta i de sicilianska stenbrotten.
- Tissafernes, den persiske satrapen i Lydien och Karien, allierar sig med Sparta. Spartanerna, som får strategisk rådgivning från Alkibiades och begränsad hjälp från perserna under Farnabazos, når nästan fram till Atens stadsportar. Kung Agis II leder en spartansk styrka, som ockuperar Dekeleia på Attika.
- Archelaios I blir kung av Makedonien efter sin faders, kung Perdikkas II, död. Archelaios erövrar kronan efter att ha mördat sin farbror, sin kusin och sin halvbror, den legitime tronarvingen.

### Efter ämne

## Avlidna
- Demosthenes, atensk general (avrättad på Sicilien)
- Nikias, atensk soldat och statsman (född 470 f.Kr.) (avrättad på Sicilien)
- Perdikkas II, kung av Makedonien sedan 454 f.Kr.